# سفازافلور
سفازافلور(به انگلیسی: Cefazaflur) (INN) یک آنتی‌بیوتیک سفالوسپورینی نسل اول است. 

## سنتز

سنتز سفازافلور: